# لوزیا
لوزیا (به ایتالیایی: Lusia) یک کومونه در ایتالیا است که در استان روویگو واقع شده‌است.

## خصوصیات
لوزیا ۱۷٫۷ کیلومترمربع مساحت و ۳٬۶۲۳ نفر جمعیت دارد.